# Godanga
Godanga est un village du Cameroun situé dans la Région de l'Est et le département de la Kadey. Il fait partie de l'arrondissement de Nguelebok.

## Population
En 1966, Godanga comptait 207 habitants, principalement des Kaka. Lors du recensement de 2005, on y a dénombré 221 personnes.